# Torvik (Akershus)
Torvik is een plaats in de Noorse gemeente Nesodden, fylke Akershus. Torvik telt 386 inwoners (2007) en heeft een oppervlakte van 0,47 km².